# 愛海
愛海（まなみ、1988年2月22日 - ）は、日本のAV女優。身長：155cm 、スリーサイズ：B86（Eカップ）・W59・H85。趣味、特技は寝る事、お風呂、映画。

## 略歴
京都府出身。初体験は小学校6年生のとき。AVデビュー前、テレビやVシネマ、CMへの出演やファッション誌のモデルを務めていた。
2008年3月に『現役タレントAVデビュー 愛海』でAVデビュー。

## 作品

### アダルトビデオ
2008年
- 現役タレントAVデビュー 愛海（3月13日、MOODYZ）
- 現役タレント×学校コスプレ 愛海（4月13日、MOODYZ）
- 現役タレント×監禁レイプ 愛海（5月13日、MOODYZ）
- 現役タレント 真性アナルFUCK 愛海（6月1日、MOODYZ）
- ハイスクール乱交白書 2（7月13日、MOODYZ）共演:大橋未久、心有花
- 聖水おもらしFUCK 愛海（8月13日、MOODYZ）
- 真性2穴パイパンFUCK 愛海（9月13日、MOODYZ）
- 裸体 愛海（10月23日、Shuffle）
- 緊急ハメ撮り! 「今日、私AV出ます…」 滋賀県出身 まなみ22歳（10月29日、GLAY'z）
- 着エロモデル 愛海にやりたい放題（11月13日、ハヤブサ）

2009年
- 芸能人衝撃のSEXベスト4時間（1月1日、MOODYZ）他出演:田中亜弥、常盤りん、聖乃マリア、香月藍、野沢友花

2010年
- ボクのクレームを聞きに来た女が、「何でもします」と言うので文句をつけて勃起したチ○コでやりたい放題ヤッてやった。4（10月7日、プレステージ）他出演:宮村恋、愛音ゆり、浅見友紀

2011年
- 着エロ嬢、キャバクラ嬢、クラブ嬢を好き放題犯りまくる（5月25日、ハヤブサ）他出演:和葉みれい、藤崎クロエ、ましろ杏、茉莉花